# E97
E97 är en europaväg som går från Ukraina via Ryssland till Georgien och vidare i Turkiet. Längd: 1 360 km. 

## Sträckning

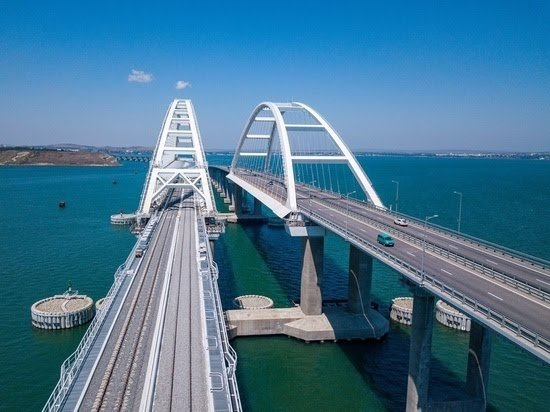
Krimbron utgör en del av E97

Cherson - Dzjankoj - Kertj - (gräns Ukraina-Ryssland)- Krimbron - Novorossijsk - Sotji - (gräns Ryssland-Georgien)- Suchumi - Poti - (lucka) - Trabzon (i Turkiet) - Gümüşhane - Aşkale
Turkiet ansökte 2005 om att förlänga den i Turkiet mellan Trabzon och Aşkale. Den har haft denna sträckning förr. Detta beviljades, och det trädde i kraft i november 2006 (samtidigt som E45 i Sverige). Det är en lucka Poti - Trabzon, där E70 går idag.

## Standard
E97 är landsväg hela vägen, utom på Krimbron som är en 2+2-filig motorväg, tidigare gick E97 via en färjesträckning över Kertjsundet.

## Anslutningar
| - E58 i Ukraina - E105 i Ukraina - E115 i Ryssland |  | - E60 i Georgien - E70 i Georgien och Turkiet - E80 i Turkiet |